# 9. ročník předávání cen Amerického filmového institutu
9. ročník předávání cen Amerického filmového institutu ocenil nejlepších deset filmů a deset filmových programů.

## Nejlepší filmy
- Podivuhodný případ Benjamina Buttona
- Temný rytíř
- Duel Frost/Nixon
- Zamrzlá řeka
- Gran Torino
- Iron Man
- Milk
- VALL-I
- Wendy a Lucy
- Wrestler

## Nejlepší televizní programy
- Perníkový táta
- V odborné péči
- John Adams
- Na doživotí
- Ztraceni
- Šílenci z Manhattanu
- Kancl
- Nové sčítání hlasů
- Policejní odznak
- The Wire – Špína Baltimoru